# Berghem (Noord-Brabant)

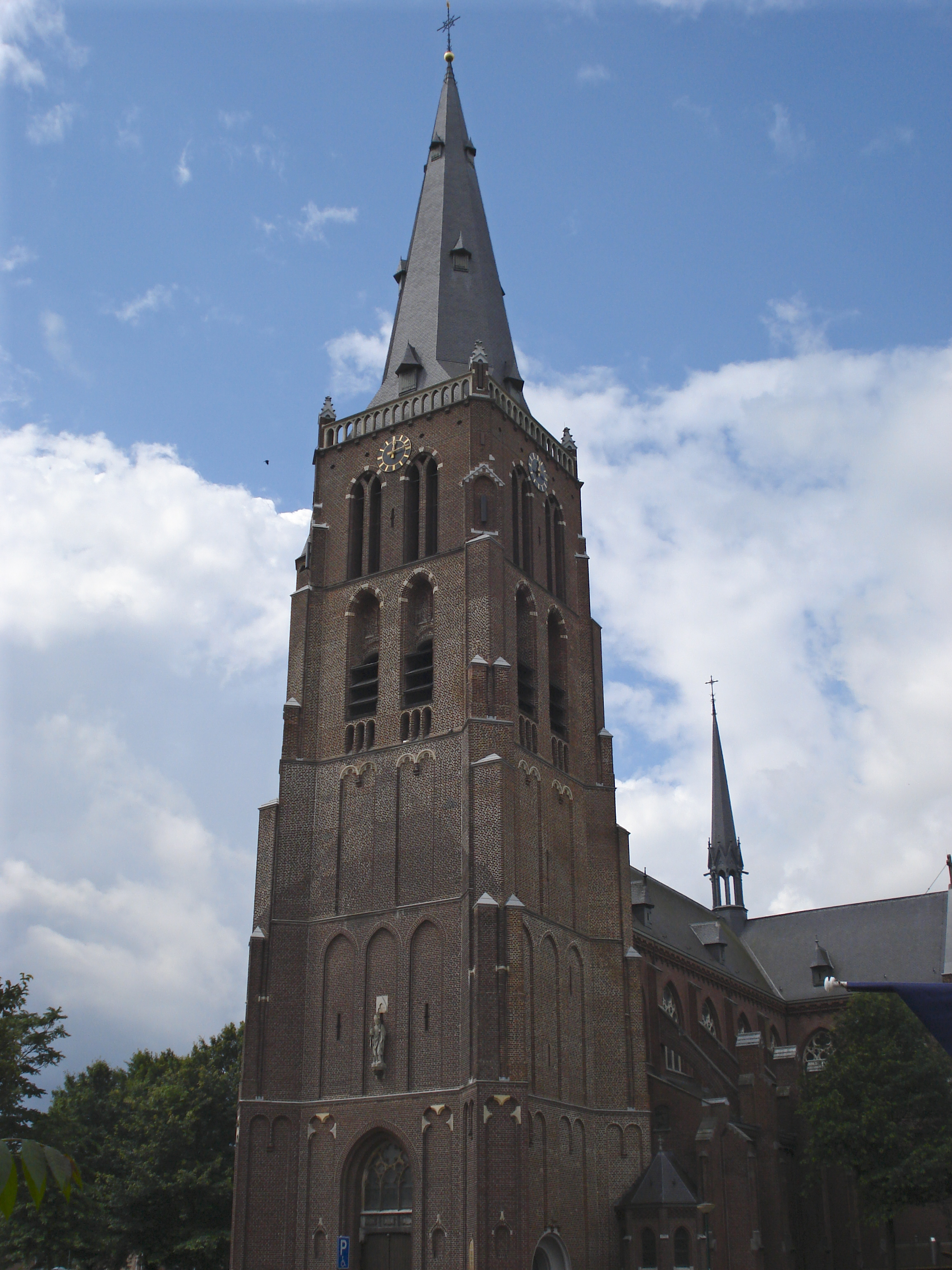
Sint-Willibrorduskerk

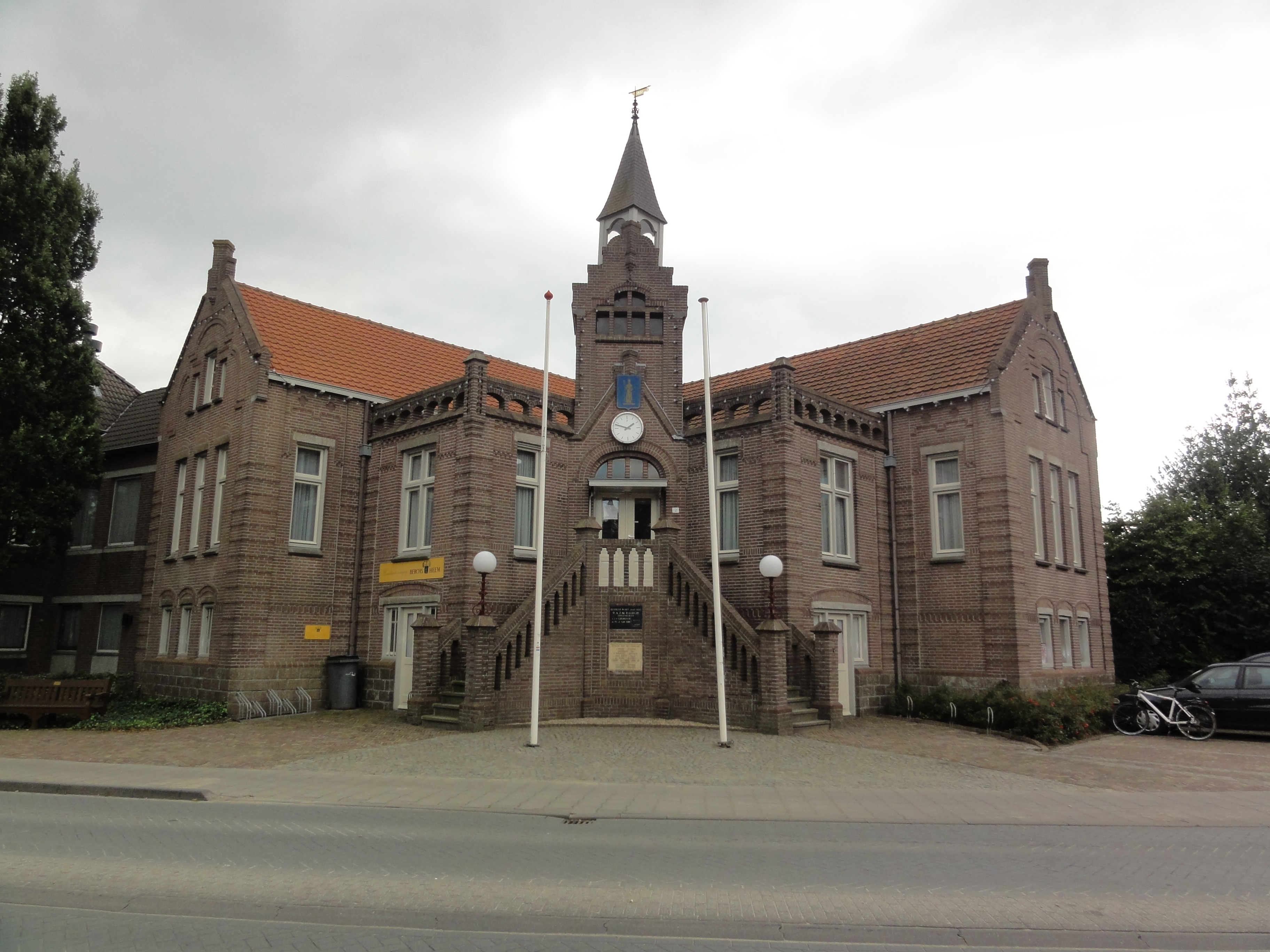
Gemeentehuis

Berghem (Brabants: Bèrge) (vroeger ook als Berchem gespeld) is een dorp aan de rand van Oss, in de Nederlandse provincie Noord-Brabant. Het dorp heeft bijna 11.000 inwoners. Tot 1 januari 1994 vormde het een zelfstandige gemeente, sindsdien behoort het tot de gemeente Oss. Op het gebied van Berghem worden uitbreidingsplannen gerealiseerd, zodat in 2011 reeds ongeveer 11% van de inwoners van de gemeente Oss uit Berghemnaren bestond.

## Etymologie
De naam "Berghem" is (waarschijnlijk) afgeleid van de woorden "Berga" en "Haim", die respectievelijk "Berg" en "woonplaats" betekenen. (zie ook onder naamhistorie Bergamo). Omdat de plaats hoger gelegen is dan de omgeving, was ze beschermd tegen overstromingen door de Maas.

## Geschiedenis
Het gebied van Berghem, evenals Oss gelegen op de overgang van het Maasdal naar hogergelegen dekzandruggen, was al bewoond in de Bronstijd en de Romeinse tijd. Ten zuiden van Berghem bevindt zich ook het Koningsgraf, dat in Nederland het begin van de IJzertijd markeert.

### Middeleeuwen
Evenals Oss wordt Berghem vermeld in een document uit 1096 waarin paus Alexander II bevestigt dat het patronaatsrecht van de parochie toebehoort aan de Abdij van Echternach. Dit verklaart het feit dat de heilige Willibrord ook van Berghem de patroonheilige is.
Het vanouds agrarische dorp vormde oorspronkelijk kerkelijk en bestuurlijk een geheel met Oss. Bestuurlijk behoorde het tot het kwartier van Maasland van de meierij van 's-Hertogenbosch.
In 1286 verleende Hertog Jan I van Brabant aan de inwoners van Berghem, Duuren (Durendseind) en Oss gemeenterechten over een complex broeklanden ten noorden van deze nederzettingen. De namen Groote Gemeente en Gement herinneren hier nog aan.
Van ongeveer 1350 tot ongeveer 1400 woedden er oorlogen tussen Gelre en Brabant. Gedurende de eerste helft van de 16e eeuw laaiden de Gelderse Oorlogen opnieuw op. Pas in 1543 kwam daaraan en einde doordat Gelre bij het rijk van keizer Karel V werd gevoegd. In het jaar 1512 werd Berghem (samen met vele andere plaatsen in deze omgeving) door de Geldersen geplunderd. Vele huizen werden in brand gestoken.
Om Noordoost-Brabant goed tegen Gelre te kunnen verdedigen schonk hertogin Johanna van Brabant in 1399 stadsrechten aan Oss, dat zich nu mocht versterken met wallen en grachten. Had Oss zijn stadsrechten, Berghem kreeg zijn versterkte toren (±1400). De Brabantse hertog kon hiervan gebruikmaken in de strijd tegen Gelre. Was de verdediging aan de noordzijde van Berghem gevallen, dan konden de krijgers altijd nog in de toren een veilig heenkomen zoeken. De toren stond in de verdediging tegenover Gelre niet alleen. Berghem had ook zijn landweer, die onder meer parallel aan de huidige Burgemeester van Erpstraat verliep.
Ook tijdens de beginjaren van de Tachtigjarige Oorlog, einde 16e eeuw, is Berghem herhaaldelijk gebrandschat door Spaanse en Staatse troepen.
Omstreeks 1200 moet Berghem reeds een eigen kerkje gehad hebben op het Bergeind, dat echter ondergeschikt was aan de parochie van Oss. Omstreeks 1400 werd de gotische kerk gebouwd. Pas in 1677 werd Berghem een zelfstandige parochie, voordien was de parochie afhankelijk van de parochie Oss, hoewel de uitoefening van de katholieke godsdienst verboden was van 1629-1672. Gedurende deze tijd week men uit naar grenskerken in het Graafschap Megen of het Land van Ravenstein, zoals de kapel op Koolwijk. Tijdens de Franse bezetting kon de katholieke godsdienst weer worden uitgeoefend en ook na de aftocht der Fransen in 1674 mochten zij een schuurkerk op het Duurendseind gebruiken. Een kruisbeeld herinnert aan deze plaats.

### Nieuwe tijd
Na de Tachtigjarige Oorlog bleef Berghem nog steeds arm. In 1700 was 30% van de 1.055 inwoners hulpbehoevend. In het begin van de 19e eeuw was er weliswaar sprake van goede wei- en hooilanden, maar er was te weinig grond voor de groeiende bevolking, temeer daar de Beerse Maas regelmatig voor overstroming van het polderland zorgde. Veel Berghemenaren gingen als seizoenarbeider werken in Holland en later ook in het Ruhrgebied. Later werden de inwoners ook werkzaam in de Osse industrie.
In 1856 kwam de verharde provinciale weg van Oss naar Herpen gereed, die dwars door de bebouwde kom van Berghem liep. In 1881 kwam er een halte voor reizigers aan de nieuwe spoorlijn van 's-Hertogenbosch naar Nijmegen. In 1907 kwam er ook een goederenoverslagstation: eene gereede gelegenheid om meststoffen en veevoeder per wagon aan te koopen. Hieruit blijkt dat de landbouw zich begon te moderniseren.
In 1884 kwam in Berghem een klooster van de Zusters van Liefde van Schijndel. In 1982 namen de weinige overgebleven zusters afscheid. Zij beoefenden de bejaardenzorg en gaven onderwijs. Hun klooster was vernoemd naar Onze Lieve Vrouw van Altijddurende Bijstand.
Het aantal inwoners was omstreeks 1850 tot 2.000 aangegroeid, waarna het zich stabiliseerde tot aan het begin van de 20e eeuw. Daarna groeide het inwonertal weer tot 3.190 in 1950 en 5.700 in 1994.

### Nieuwste tijd
Uit de nieuwste tijd stammen nog de volgende gebeurtenissen:
- 1947 Benoeming burgemeester J. van Akker burgemeester van Berghem (tot 1967).
- 1966 Eerste grenscorrectie met de gemeente Oss (Danenhoef).
- 1978 Benoeming burgemeester B. Straatsma (laatste) burgemeester van Berghem (tot 1990).
- 1987 Opening nieuwe gemeentehuis.

Op 1 januari 1994 gingen de gemeenten Oss, Berghem en Megen, Haren en Macharen samen in een nieuwe gemeente Oss. Het heel dicht bij Oss gelegen Berghem kon in deze gemeente voorzien in grond voor woningbouw en bedrijven.
Berghem werd vervolgens sterk uitgebreid en werd in het eerste decennium van de 21e eeuw een van de groeikernen van de gemeente Oss. De nieuwbouwwijk "Piekenhoef" ten zuiden van de spoorlijn 's-Hertogenbosch - Nijmegen zal uiteindelijk 1100 woningen omvatten. In Berghem steeg het aantal inwoners tussen 2005 en 2009 dan ook met 27%. In bijna alle andere kernen van de gemeente Oss daalde het aantal inwoners.
Door dit alles verschoof ook het zwaartepunt van Berghem. Tot de jaren negentig van de 20e eeuw was de bebouwing van Berghem, op enkele tientallen huizen na, geconcentreerd ten noorden van de spoorlijn Tilburg – Nijmegen. Begin 2008 stond reeds 44% van alle woningen (1259 stuks) ten zuiden van het spoor en woonde er 46% van het aantal inwoners ten Noorden van het spoor. Het totaal aantal woningen is de laatste jaren in Berghem gegroeid van 2.693 woningen in 2007 tot 3.819 in 2017.
Berghem heeft een heel sterk dorpskarakter en verenigingsleven en wil zo zelfstandig mogelijk als dorp blijven opereren. De grootste uitdaging voor Berghem is om ook in de toekomst haar eigen identiteit te behouden. De dorpsraad Berghem heeft zich dat als hoofddoel gesteld.
De uitbreiding van Berghem biedt kansen om het voorzieningenpeil in stand te houden of zelfs te verhogen en vooralsnog lijkt het karakter van Berghem goed bestand tegen de sterke groei van het dorp.
Berghem heeft een eigen volkslied met de volgende tekst:
Bèrge is ons on't hart gelége
Bèrge dur alle jorre heen
Bèrge kunde ummers nie vergééte
Bèrge dur alle jorre heen
We luisterde nor d'ouw historie
Op ons vôders en grôtvôders knie
Want hullie oege blonke bè dieë glorie
En d'ons trônde dè vergéét oe nie.

## Bezienswaardigheden
- Molenrestant De Anna, een molenromp uit 1875, uitgebrand in 1970, aan de Halve Morgenstraat 1
- De Sint-Willibrorduskerk is een neogotische driebeukige kruisbasiliek uit 1901-1903, ontworpen door W.Th. van Aalst. De toren bestaat uit vijf geledingen waarvan de onderste vier gotisch zijn en uit de tweede helft van de 15e eeuw stammen. De bovenste geleding en de spits zijn van 1903. De toren heeft overhoekse steunberen en de onderste geledingen zijn versierd met spaarvelden die worden afgesloten met rondbogen, spitsbogen en driepassen. Een rondboogportaal rest nog van de door Van Veggel gebouwde voorganger.
- Gemeentehuis
- De Berchplaets

## Natuur en landschap
Berghem ligt in een overgangsgebied met aan de zuidkant hoog gelegen zandgronden met een typisch Brabants landschap, zoals akker- en weidepercelen, bos- en heidegebieden.
Aan de noordkant treft men laaggelegen polderlandschap met de rivierklei van de Maasvallei. Hier stroomde tot 1942 geregeld de Beerse Maas. De voormalige gemeentegrens viel daar samen met de Hertogswetering.
Ten zuiden van Berghem liggen naaldbossen en heiderestanten die aansluiten aan de Herpse Bossen en aan het Natuurpark Maashorst. Het betreft een gebied van 151 ha, vroeger aangeduid als Gemeentebossen Berghem/Schaijk en tegenwoordig eigendom van de gemeente Oss.

## Cultuur en verenigingsleven
- Berghem is bekend om zijn verlichte carnavalsoptocht, die elk jaar tienduizenden mensen uit het hele land naar het dorp toe trekt. Het dorp heet tijdens de carnavalsdagen "Knollenrijk".
- Het Berghemse openluchttheater 'Hoessenbosch' ligt aan de rand van natuurgebied de Maashorst/Herperduin. In 1945 werd de eerste voorstelling gespeeld, een bevrijdingsrevue.[3]

De plaatselijke voetbalclub heet Berghem Sport.
- Heemkundevereniging 'Berchs-Heem' onderzoekt en publiceert heemkundige en historische feiten met betrekking tot Berghem en omstreken.

Voormalige verenigingen
- Tafeltennisvereniging S.A.Z. '64 (Sta Altijd Zuiver; opgericht in 1964)[4][5]

## Nabijgelegen kernen
Oss, Herpen, Macharen, Megen, Haren, Koolwijk